# Limbi afro-asiatice

Harta distribuției limbilor afro-asiatice

Limbile afro-asiatice constituie o familie lingvistică ce conține în jur de 375 de limbi și mai mult de 350 de milioane de vorbitori, împrăștiați în nordul Africii, estul Africii, Africa de Vest și Asia de Sud-Vest.
Araba este cea mai răspândită dintre limbi, cu aproape 280 de milioane de vorbitori nativi.
Termenul „afro-asiatic” a fost inventat de Maurice Delafosse (1914). Nu a fost folosit în mod general, până când a fost adoptat de Joseph Greenberg pentru a înlocui vechiul termen folosit, „hamito-semitic”, după demonstrația că hamitic nu respectă standardele unei familii de limbi.

## Distribuția și ramurile

Propunerea unor lingviști privind relațiile dintre limbile afro-asiatice

Familia afro-asiatică cuprinde următoarele ramuri:
- limbile berbere;
- Limbile ciadice;
- limbile cușitice;
- limbile egiptene;
- limbile omotice;
- limbile semitice.